# Digitaria neesiana
Digitaria neesiana är en gräsart som beskrevs av Johannes Jan Theodoor Henrard. Digitaria neesiana ingår i släktet fingerhirser, och familjen gräs. Inga underarter finns listade i Catalogue of Life.